# Dreizehnjähriger Krieg

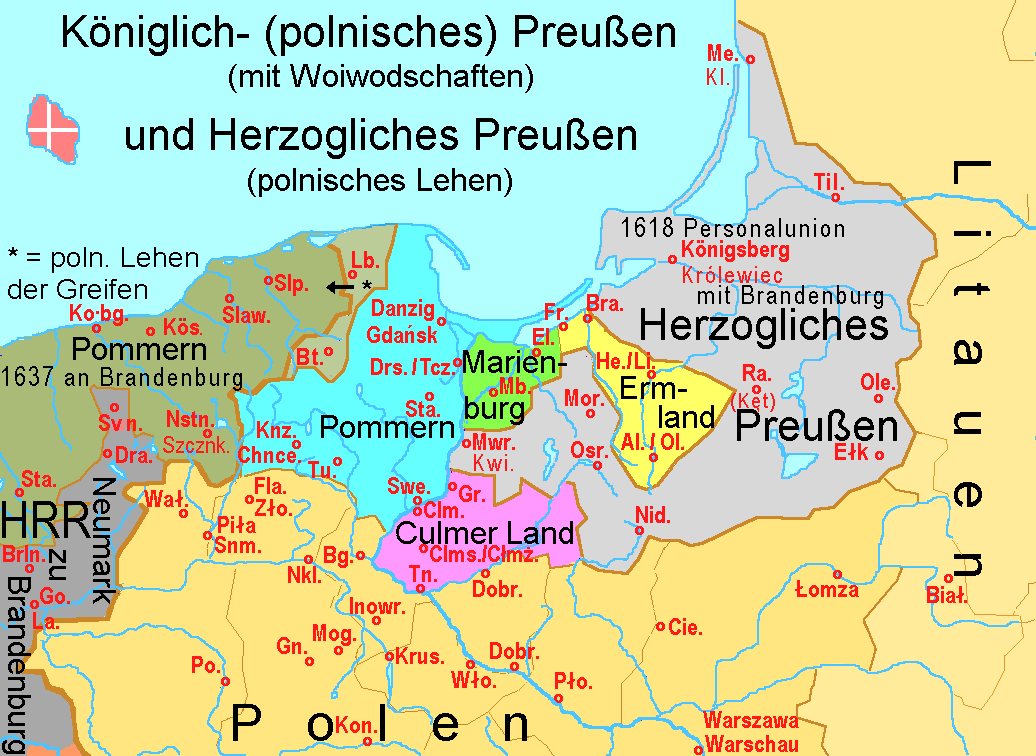
Hellgrau: „Deutschordensstaat in Preußen“ als Lehen des polnischen Königs, ab 1525 Herzogliches Preußen genannt;
Farbig: „Preußen königlichen Anteils“ eingeteilt in drei Wojewodschaften Kulm, Marienburg und Pommerellen und das Fürstbistum Ermland verbunden in einer Union mit der polnischen Krone;
Khaki: Lande Lauenburg und Bütow als Pfandbesitz der Herzöge von Pommern (Politischer Stand des Jahres 1466)

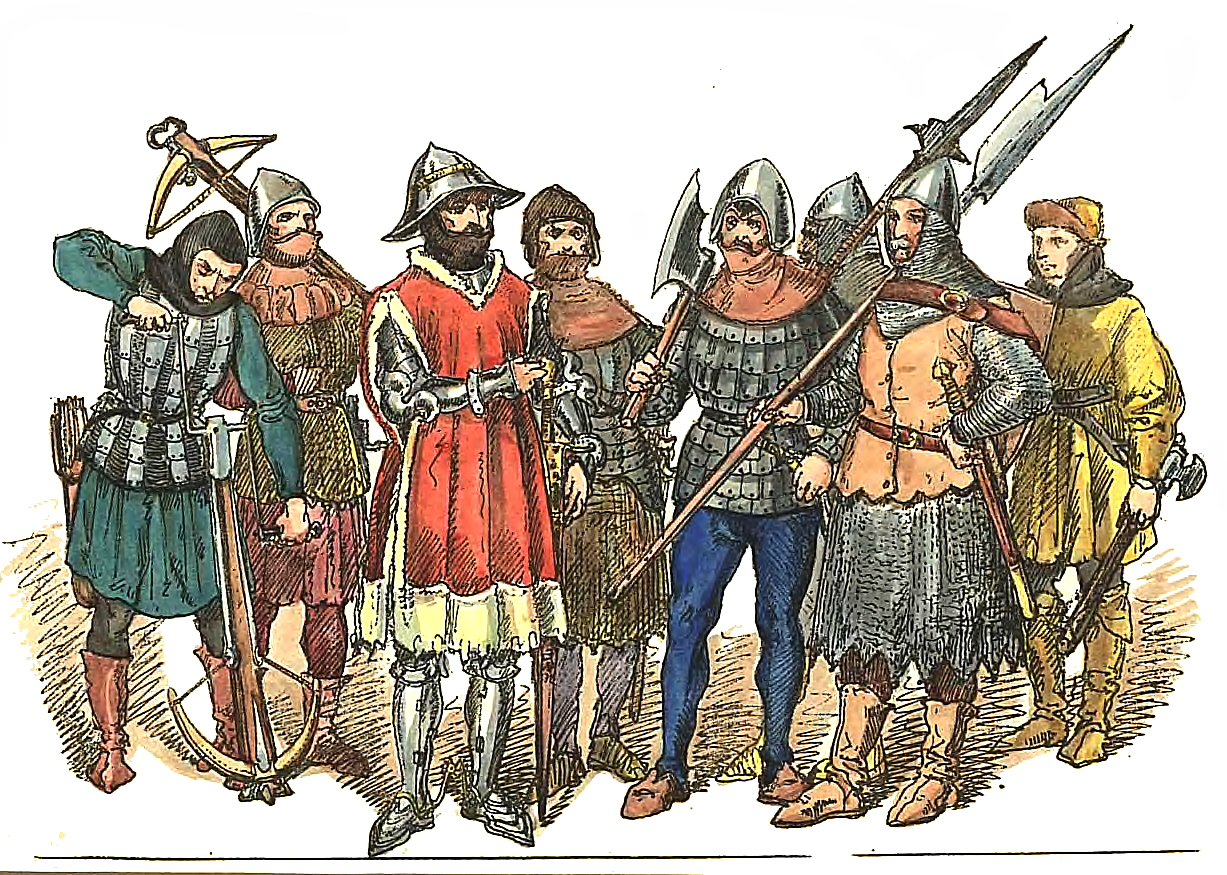
Polnische Soldaten 1447–1492, Darstellung des Historienmalers Jan Matejko (vor 1893)

Der Dreizehnjährige Krieg (auch Preußischer Städtekrieg genannt, polnisch Wojna trzynastoletnia) dauerte von 1454 bis 1466. Er begann zuerst im Deutschordensstaat als interner Konflikt zwischen den preußischen Ständen und dem Hochmeister des Deutschen Ordens. Der Preußische Bund, eine 1440 gebildete Interessenvertretung der preußischen Städte und des Landadels, kündigte 1454 dem Hochmeister den Treueeid auf und verbündete sich kurz darauf mit dem Königreich Polen gegen die Herrschaft des Deutschen Ordens in Preußen. Der Krieg führte zur Teilung des Deutschordensstaates in Preußen und hatte dadurch noch politische Folgen bis ins 20. Jahrhundert.

## Vorgeschichte
Im 14. und zu Beginn des 15. Jahrhunderts kam es wiederholt zu kriegerischen Auseinandersetzungen des Deutschen Ordens mit seinen Nachbarn Königreich Polen und Litauen. Der 1409 erneut ausgebrochene Konflikt mit der Polnisch-Litauischen Union ging für den Orden durch die Niederlage in der Schlacht bei Tannenberg 1410 verloren. Im Friedensvertrag von Thorn 1411 musste sich der Orden zu Reparationen verpflichten, worauf Hochmeister Heinrich der Ältere von Plauen massive Steuererhöhungen im Deutschordensland durchsetzte. Mit dieser Wirtschaftspolitik waren viele Bürger in den Hansestädten nicht einverstanden und versuchten, mehr Unabhängigkeit und Autonomie zu erreichen, vergleichbar mit dem Status der reichsunmittelbaren Städte im Heiligen Römischen Reich. Zu diesem Zweck wurde der Preußische Bund unter Führung des Deutschritters Johann von Baysen gegründet und bei König Kasimir IV. Jagiełło um Hilfe ersucht.
Heinrich von Plauen wollte sich nicht mit dem Ersten Thorner Frieden abfinden. Er begann aufzurüsten. Dafür und für die Zahlungsverpflichtungen aus dem Friedensvertrag benötigte er Geld. Das sollten die Städte und der Landadel zahlen. Die Situation wurde für das Land nicht besser, als Heinrich von Plauen 1413 abgesetzt wurde.
Die Ritterdienste der Inhaber von Dienstgütern waren für den Orden wegen des Aufkommens der Söldnerheere uninteressant geworden. Deshalb versuchte er, die Rechte der Besitzer von Dienstgütern mit allen – auch widerrechtlichen – Mitteln zu verschlechtern. Er war am möglichst schnellen Heimfall der Güter interessiert, die er mit Bauerndörfern aufsiedeln wollte. Die Zinszahlungen der Bauern waren ihm mehr wert als die Ritterdienste der Gutsbesitzer.
Desgleichen begann der Orden massiv in die Verfassungen der Städte einzugreifen, um die führenden Positionen der Stadtherrschaft mit ihm genehmen Leuten zu besetzen.
Politisch gestärkt wurden die preußischen Stände durch den polnischen König: Er machte sie zu den Garanten der Friedensverträge von 1422 und 1435. De jure wurde dem Adel und den Städten die Macht gegeben, Einfluss auf die Außenpolitik des Ordens auszuüben. De facto ignorierte der Deutsche Orden jede Einmischung in seine Belange.
Das alles, zusammen mit der Arroganz der landfremden Ordensritter, baute sich zu einer bedrohlichen Stimmung gegen den Orden auf. Am 14. März 1440 schlossen sich die preußischen Stände, also die Ritterschaft, der Adel und die Städte, in Marienwerder zum „Preußischen Bund“ zusammen. Man wollte sich zunächst nicht vom Orden lösen, sondern sich gegen Unterdrückung und Rechtsunsicherheit wehren und mit einer Stimme sprechen. Die Übergriffe des Ordens waren nicht vergessen.
Es wurde ein aus 20 Mitgliedern bestehender „Enger Rat“ gegründet. Als Sitz dieses Rates wurde Thorn bestimmt, weil es an der Grenze zu Polen lag. Der Hochmeister Ludwig von Erlichshausen verlangte die Auflösung des Bundes. Der Bund lehnte ab. Schließlich wurde die Entscheidung über die Rechtmäßigkeit des Bundes dem Kaiser anvertraut. Der Kaiser setzte den Gerichtstag auf den 24. Juni 1453 in Wien fest. Am 1. Dezember 1453 wurde der Bund für rechtswidrig erklärt und seine Auflösung befohlen.

## Kriegsverlauf
Die Anhänger des Preußischen Bundes ersuchten mehrere europäische Herrscher ohne Erfolg um Unterstützung, nur der König von Polen war gewillt, die Schutzherrschaft zu übernehmen. Somit kündigte der Bund am 4. Februar 1454 dem Orden den Gehorsam auf und begann einen wohlvorbereiteten Krieg. In wenigen Tagen war der größere Teil des Landes in den Händen der Aufständischen. Alle Burgen des westlichen Preußen, mit Ausnahme von Marienburg und Marienwerder, waren von Bundestruppen besetzt.
Der Bruch mit dem Orden war vollzogen worden, ohne dass eine feste Vereinbarung mit dem König von Polen getroffen worden war. Aber seit Herbst 1452 gab es zwischen der Kulmer Ritterschaft sowie den Städten Kulm und Thorn lose Verhandlungen mit dem König von Polen. Der „Enge Rat“ erhielt eine Einladung, nach dem 2. Februar 1454 Bevollmächtigte zum Sejm nach Krakau zu schicken. Dort hielt König Kasimir IV. Jagiełło gerade seine Hochzeit mit Elisabeth von Habsburg, als eine Bundesgesandtschaft unter Hans von Baysen ihm die Oberherrschaft über Preußen antrug. In einem auf den 6. März (wahrscheinlich zurück-)datierten Dokument erklärte Kasimir IV. die Eingliederung des gesamten Ordensgebiets in den polnischen Staat, erteilte dem Adel Rechte, die denen des polnischen Adels entsprachen, und bestätigte die der Städte.
Am 22. Februar erklärte auch der polnische König dem Deutschen Orden den Krieg und schon am 6. März nahm er die Ergebung der preußischen Stände an und inkorporierte den gesamten Ordensstaat dem polnischen Reich. Am 23. Mai nahm er die Huldigung der Stände in Thorn entgegen. Das Land wurde pro forma in vier Wojewodschaften (Kulm, Pommerellen, Elbing, Königsberg) geteilt, und Hans von Baysen zum Statthalter ernannt.
Die meisten Ordensburgen waren nur mit sehr wenigen Ordensrittern besetzt und wurden von den Aufständischen ohne Schwierigkeiten genommen. Der Orden hielt sich im Westen nur in wenigen Burgen: Marienburg, Stuhm und Konitz.
Während der Herbstarbeit auf den Gütern hatte der König Schwierigkeiten, Truppen des großpolnischen und kujawischen Adels zu einem Allgemeinen Adelsaufgebot aufzubieten. Der König sah sich gezwungen, dem Adel große Zugeständnisse zu machen. Erst danach konnte er mit dem Aufgebot von Großpolen und Kujawien nach Konitz ziehen, um die aus dem Reich heranziehende Verstärkung des Ordens abzufangen.
Es kam am 18. September 1454 zur Schlacht bei Konitz, der einzigen großen Feldschlacht des Krieges. Sie endete trotz zahlenmäßiger Überlegenheit der Polen mit ihrer schweren Niederlage gegen die Söldnertruppen des Ordens aus Schlesien und Böhmen unter Herzog Rudolf von Sagan. Daraufhin kehrten zahlreiche Städte, insbesondere auch Königsberg, zum Orden zurück.
Im weiteren Verlauf gab es keine großen offenen Schlachten mehr; der weitere Krieg wurde größtenteils ohne Truppen des polnischen Adels geführt. Es war nur noch ein Verwüstungskrieg mit Söldnern um feste Plätze. Es waren besonders die Städte des Bundes, voran Danzig, die das Geld für die Söldner aufbrachten.
Zur See führte Danzig einen erfolgreichen Kaperkrieg gegen Lübeck und die anderen Städte des Wendischen Quartiers, um deren Handel mit den Häfen des Ordens, Königsberg und Memel, zu unterbinden und den Orden dadurch zu schwächen.
Durch den Verlust weiter Landesteile verlor der Orden wichtige Einnahmequellen. Aus Geldmangel musste er schon 1454 die Neumark an das Kurfürstentum Brandenburg verkaufen. Unterstützung aus Livland oder von den deutschen Balleien erhielt er nicht. Mit Vertrag vom 9. Oktober 1454 musste er eine Reihe von Burgen an seine Söldner verpfänden.
Als er die vereinbarten Zahlungstermine nicht einhalten konnte, verkauften Söldnerhauptleute nach langen Verhandlungen am 16. August 1456 die Marienburg und fünf andere Burgen an den König und den Bund. Der Bund zahlte den böhmischen Söldnern 304.000 Mark, wovon Danzig allein 144.400 übernahm. Der Verkauf der Burgen an den Feind wurde von einigen Söldnerführern als ehrenrührig angesehen.
Der Hochmeister räumte die Ordensburg Marienburg 1457 kampflos und begab sich nach Königsberg. Am 7. Juni 1457 zog König Kasimir IV. in die Festung ein. Die Stadt Marienburg hingegen verteidigte sich unter ihrem Bürgermeister Bartholomäus Blume weitere drei Jahre. Erst 1460 ergab sich die Stadt Marienburg Danzig; Bürgermeister Blume wurde hingerichtet.
Entscheidende militärische Erfolge verbuchten die Gegner des Ordens in den 1460er Jahren: Am 15. September 1463 kam es zu einem Seegefecht auf dem Frischen Haff, als der Orden versuchte, über die Weichsel die Stadt Mewe zu entsetzen. Es war der entscheidende Sieg des Bundes und seines Verbündeten Polen. Mewe und andere Städte an der Weichsel, die sich noch in der Hand des Ordens befanden, wurden erobert. Nun kontrollierten der Bund und Polen die Weichsel.
Vermittlungsversuche von Bürgermeister Hinrich Castorp aus Lübeck in den Jahren 1463/64 scheiterten. Schließlich waren am Ende die Finanzkräfte des Deutschen Ordens erschöpft, Kampfhandlungen erlahmten.

## Zweiter Frieden von Thorn
Intensive Verhandlungen des päpstlichen Legaten Rudolf von Rüdesheim führten im Jahre 1466 zum Friedensschluss, dem Zweiten Frieden von Thorn 1466. Der Vertrag wurde von Papst Paul II. ausdrücklich zurückgewiesen. Er war aus der Sicht des Papsttums formal nicht rechtskräftig. Dies zog jedoch aufgrund der machtpolitischen Schwäche des Papsttums keine Konsequenzen nach sich.
Das östliche Preußen des Deutschordenslandes blieb unter direkter Kontrolle des Ordens unter polnischer Suzeränität. Die Hochmeister hatten der polnischen Krone persönliche Treueide zu leisten. Der Westteil Preußens, also das Gebiet des Preußischen Bundes, wurde als weitgehend autonomes „Preußen Königlichen Anteils“ in einer nicht klar definierten „Union“ mit der Krone Polens verbunden. Die polnisch gewordenen Lande Lauenburg und Bütow gingen als Pfandbesitz an die Herzöge von Pommern als Dank für deren Unterstützung gegen den Deutschen Orden.

## Nachwirkungen
Im Jahre 1525, nach dem verlorenen Reiterkrieg, hatte der Deutsche Orden auch in Ostpreußen vollständig seinen Einfluss eingebüßt. Die weltliche Herrschaft dort wandelte sich zum ersten protestantischen Staatswesen in Europa, dem Herzogtum Preußen. Nebenbei wurde der Deutsche Orden in seiner Eigenschaft als eine Ordensgemeinschaft auf dem Gebiet Preußens säkularisiert.
Preußen Königlichen Anteils ging als Teil der Union von Lublin 1569, mit einer Reihe von besonderen Rechten ausgestattet, in der Realunion der I. Rzeczpospolita auf. Die Autonomie bzw. die besonderen Rechte des „Königlichen Preußen“ gegenüber der polnischen Krone (eigene Landtage mit Deutsch als Verhandlungssprache, eigene Münze, eigene Wehrhoheit der großen drei Stadtrepubliken Danzig, Elbing und Thorn sowie das Recht der großen Städte, eigene diplomatische Verbindungen mit dem Ausland zu unterhalten usw.) wurden in der zweiten Hälfte des 16. Jahrhunderts Gegenstand von Konflikten zwischen dem polnischen Königtum und den Preußischen Ständen.
Das Königliche Preußen ging im Zuge der Ersten Teilung Polens 1772 im hohenzollernschen Königreich Preußen auf. Der Königlich-Polnisch-Preußische-Ständestaat verlor durch die Annexion des Hauses Brandenburg-Preußen seine landesrechtliche Sonderstellung und ständische Privilegien.